# Seznam dílů seriálu Victoria
Toto je seznam dílů seriálu Victoria. Britský dramatický televizní seriál Victoria byl premiérově vysílán od 28. srpna 2016 do 12. května 2019 na televizní stanici ITV.

## Přehled řad
| Řada | Díly   | Premiéra ve VB  | Premiéra ve VB                              |
| Řada | Díly   | První díl       | Poslední díl                                |
| ---- | ------ | --------------- | ------------------------------------------- |
| 1    | 8      | 28. srpna 2016  | 9. října 2016                               |
| 2    | 8 (+1) | 27. srpna 2017  | 15. října 2017 25. listopadu 2017 (speciál) |
| 3    | 8      | 24. března 2019 | 12. května 2019                             |

## Seznam dílů

### První řada (2016)
| Č. v seriálu | Č. v řadě | Původní název        | Režie             | Scénář        | Premiéra ve VB |
| ------------ | --------- | -------------------- | ----------------- | ------------- | -------------- |
| 1            | 1         | Doll 123             | Tom Vaughan       | Daisy Goodwin | 28. srpna 2016 |
| 2            | 2         | Ladies in Waiting    | Tom Vaughan       | Daisy Goodwin | 29. srpna 2016 |
| 3            | 3         | Brocket Hall         | Tom Vaughan       | Daisy Goodwin | 4. září 2016   |
| 4            | 4         | The Clockwork Prince | Sandra Goldbacher | Daisy Goodwin | 11. září 2016  |
| 5            | 5         | An Ordinary Woman    | Sandra Goldbacher | Daisy Goodwin | 18. září 2016  |
| 6            | 6         | The Queen's Husband  | Olly Blackburn    | Daisy Goodwin | 25. září 2016  |
| 7            | 7         | The Engine of Change | Olly Blackburn    | Guy Andrews   | 2. října 2016  |
| 8            | 8         | Young England        | Olly Blackburn    | Daisy Goodwin | 9. října 2016  |

### Druhá řada (2017)
| Č. v seriálu | Č. v řadě | Původní název            | Režie              | Scénář          | Premiéra ve VB |
| ------------ | --------- | ------------------------ | ------------------ | --------------- | -------------- |
| 9            | 1         | A Soldier's Daughter     | Lisa James Larsson | Daisy Goodwin   | 27. srpna 2017 |
| 10           | 2         | The Green-Eyed Monster   | Lisa James Larsson | Daisy Goodwin   | 3. září 2017   |
| 11           | 3         | Warp and Weft            | Geoffrey Sax       | Daisy Goodwin   | 10. září 2017  |
| 12           | 4         | The Sins of the Father   | Geoffrey Sax       | Daisy Goodwin   | 17. září 2017  |
| 13           | 5         | Entente Cordiale         | Jim Loach          | Daisy Goodwin   | 24. září 2017  |
| 14           | 6         | Faith, Hope & Charity    | Jim Loach          | Daisy Goodwin   | 1. října 2017  |
| 15           | 7         | The King Over the Water  | Daniel O'Hara      | Ottilie Wilford | 8. října 2017  |
| 16           | 8         | The Luxury of Conscience | Daniel O’Hara      | Daisy Goodwin   | 15. října 2017 |

#### Vánoční speciál
| Č. v seriálu | Původní název   | Režie     | Scénář        | Premiéra ve VB    |
| ------------ | --------------- | --------- | ------------- | ----------------- |
| 17           | Comfort and Joy | Jim Loach | Daisy Goodwin | 25. prosince 2017 |

### Třetí řada (2019)
| Č. v seriálu | Č. v řadě | Původní název                             | Režie         | Scénář          | Premiéra ve VB  |
| ------------ | --------- | ----------------------------------------- | ------------- | --------------- | --------------- |
| 18           | 1         | Uneasy Lies the Head that Wears the Crown | Geoffrey Sax  | Daisy Goodwin   | 24. března 2019 |
| 19           | 2         | London Bridge is Falling Down             | Geoffrey Sax  | Daisy Goodwin   | 31. března 2019 |
| 20           | 3         | Et in Arcadia                             | Geoffrey Sax  | Guy Andrews     | 7. dubna 2019   |
| 21           | 4         | Foreign Bodies                            | Chloë Thomas  | Ottilie Wilford | 14. dubna 2019  |
| 22           | 5         | A Show of Unity                           | Chloë Thomas  | Guy Andrews     | 21. dubna 2019  |
| 23           | 6         | A Coburg Quartet                          | Chloë Thomas  | Daisy Goodwin   | 28. dubna 2019  |
| 24           | 7         | A Public Inconvenience                    | Delyth Thomas | Ottilie Wilford | 5. května 2019  |
| 25           | 8         | The White Elephant                        | Delyth Thomas | Daisy Goodwin   | 12. května 2019 |